# Gilla
Gilla, передаётся как Гилла или Джилла (род. 27 февраля 1950 года, Линц) — популярная австрийская диско-певица второй половины 1970-х годов.

## Биография
Гизела Вухингер (сценический псевдоним Gilla) родилась в австрийском городе Линц. Она росла в музыкальной семье, все члены которой умели играть на каком-либо инструменте. Гизела играла в ансамбле её отца Никки, известного джазового трубача. Уже в детстве будущая певица научилась играть на бас-гитаре, затем освоила такие инструменты как тромбон и орган.
В начале 70-х Гизела вместе с несколькими музыкантами создала группу под названием 75 Music, которая ранее была известна под названием Traffic. Некоторое время спустя к группе присоединился певец и музыкант Хельмут Рулофс (будущий муж Гизелы). Однажды, во время выступления в ресторанчике на востоке Франции, на них обратил внимание тогда ещё малоизвестный немецкий певец, композитор и продюсер Фрэнк Фариан. Фрэнк решил заключить контракт с группой, так как голос Джиллы (укоренившаяся в некоторых странах «англоязычная» транскрипция её сценического имени) очаровал его. Он стал продвигать группу на лейбле Hansa Records, с которой тесно сотрудничал в то время. Первым синглом группы стала кавер-версия известной итальянской песни Kein Weg zu weit (итал. Nessuno Mai). Затем последовал следующий сингл с немецкоязычным кавером известного хита Lady Marmalade. В оригинальной англоязычной версии песни идёт повествование о девушке лёгкого поведения, но в версии 75 Music песня претерпела изменения. Несмотря на то, что теперь речь в ней шла о девочке, предпочитающей спать с игрушечным медвежонком, изначального смысла песня не утратила и была запрещена на многих радиостанциях. Именно это и подхлестнуло интерес к синглу. Тогда же была замечена и сама Джилла — худенькая девушка с бас-гитарой, обладающая низким, немного сиплым, но в то же время приятным тембром голоса. Песня стала хитом и Фрэнк записывает её новую англоязычную версию с переводом, выполненным его постоянным соавтором, — поэтом Фрэдом Джэем (англ. Fred Jay). Джэй перевёл на английский язык версию песни про девочку с медвежонком, и она была выпущена в качестве сингла «Do You Want To Sleep With Me», который не был столь успешен.
К тому времени Фрэнк уже набирал свою будущую команду, которая впоследствии примет участие в записи большинства диско-групп конца 70-х. В неё вошли барабанщик Кейт Форси (Keith Forsey), гитарист Ник Вудланд (англ. Nick Woodland), бас-гитарист Гэри Унвин (англ. Gary Unwin) и другие. Впоследствии Фариан расформировал группу 75 music, оставив в проекте талантливых Хельмута Рулофса и Джиллу. Новая команда записала первый альбом Willst du mit mir schlafen gehn? в 1975, хитом которого стала песня «Tu' es». Помимо различных кавер-версий песен Криса де Бурга, Глории Гейнор и других исполнителей, в альбом вошли вещи, которые впоследствии станут хитами группы Boney M.: Kein weg zu weit (Take The Heat Off Me) и Lieben und frei sein (Lovin' Or Leavin). Позднее Фрэнк отдаст Boney M. некоторые другие композиции Джиллы. Первый альбом певицы оказался смешением большого количества различных музыкальных жанров, таких как рок, фанк и диско, но тем не менее это был успех, и альбом неплохо раскупался, если учесть то, что все песни были на немецком языке.
Следующий сингл Джиллы вышел летом 1976 года. «Ich brenne» стала модной композицией в стиле диско и вошла в немецкую десятку популярности, а её англоязычная версия «Help, help» получила большую известность в странах Бенилюкса.
В начале 1977 к выходу был готов и второй альбом певицы Zieh mich aus. В него вошла написанная Тото Кутуньо композиция Johnny — пожалуй, самый известный на сегодняшний день в России и странах бывшего СССР хит Джиллы, а также различные немецкоязычные версии известных хитов: бразильской босса-новы The Girl From Ipanema (нем. Machen wir's in liebe), Kiss And Say Goodbye (нем. Was vorbei ist, ist vorbei). Теперь продюсер уже представляет немецкие варианты песен Boney M. в исполнении Джиллы. Это Sunny и Kein mann weit und breit англ. No Woman No Cry, кавер известнейшей композиции Боба Марли, и Belfast.
Для продвижения на международный рынок Фрэнк решает, что Джилла должна записать полностью англоязычный альбом. В 1977 году выходит альбом Help! Help!, куда вошли все её лучшие композиции, спетые до этого на немецком, в том числе и Johnny. И хотя вроде бы всё шло удачно, альбом «Help! Нelp!» не стал слишком популярным. Чтобы исправить ситуацию, Фариан переиздаёт альбом, добавив в туда ещё две новые композиции — танцевальную Bend Me, Shape Me и лиричную The River Sings. Соответственно альбом получил новое название Bend Me, Shape Me. Эта версия LP продавалась лучше предыдущей, хотя Фариан и руководство HANSA, по всей видимости, рассчитывали на большее. После выпуска сингла Джиллы Rasputin, Фрэнк Фариан передоверяет продюсирование Хельмуту Рулофсу, а сам сосредотачивается на своих проектах-фаворитах Boney M. и Eruption. А Джилла в 1979 году отправляется на Международный Музыкальный Фестиваль Yamaha в Токио и доходит там до Полуфинала с песней Take The Best Of Me.
Джилла и Рулофс в 1980 году записывают новый альбом, предварив его выпуском сингла We Gotta Get Out Of This Place. Альбом назывался I Like Some Cool Rock`n`Roll, и его уже продюсировал сам Рулофс, а Фариан оставался в проекте как наблюдающий продюсер, за которым, однако, было решающее слово. В альбоме присутствовали интересные диско-композиции Go Down Main Street, Tom Cat, а также несколько композиций Рулофса, написанных в соавторстве с Фрэдом Джэем, в том числе и красивая лирическая Take Your Time. Что помешало этому альбому стать бестселлером, неизвестно, но, по-видимому, свою роль сыграло то, что в 1980 году стиль диско уже начинал переживать не лучшие времена. Тем не менее альбом стал довольно распространённым в странах Европы (особенно Восточной), а также Юго-Восточной Азии, где евродиско было весьма популярно.
В том же году Джилла (под псевдонимом G. Winger) и Рулофс написали композицию «I See A Boat On The River», которая стала хитом Boney M. Первоначально Фариан планировал что её будет исполнять сама Джилла, однако в итоге было решено что песня больше подходит для карибского квартета. Это был правильный ход: «Boat On The River» продавалась миллионными тиражами как отдельный сингл (25 недель в чарте в ФРГ и попадание в TOP 5) и как один из треков первого сборника Boney M. «The Magic Golden Hits».
Последний сингл с двумя композициями Gilla вышел в 1981 году — Cigarillo / Friday On My Mind, который прошёл почти незамеченным. После этого Гизела и Хельмут Рулофс создали проект Vanilla, выпустив под этой маркой несколько довольно успешных синглов, ставших популярными в Испании, Италии и Франции.
Позже Gilla на долгое время покинула сцену, посвятив себя семейным заботам. Её муж Гельмут до сих пор[каких?] активно сотрудничает с Фарианом, продюсируя некоторые его проекты и помогая в студии в качестве звукоинженера. Сама Джилла несколько раз появлялась на немецком телевидении в 90-х.
В ноябре 2007 года Gilla выступила в Москве в рамках международного фестиваля «Дискотека 80-х».

## Дискография
Альбомы
- Willst du mit mir schlafen gehn? (1975)
- Zieh mich aus (1976)
- Help Help (1977) — re-released as Bend Me, Shape Me (1978)
- Cool Rock’n Roll (1980)
- «Nur Das Beste» (2000)

Синглы
- «Mir ist kein Weg zu weit» / «Wilde Rosen» (1974)
- «Willst du mit mir schlafen gehn?» / «Atlantika» (1975)
- «Do You Want to Sleep With Me» / «My Decision» (1975)
- «Tu es» / «Worte» (1975)
- «Why Don’t You Do It» / «A Baby of Love» (1975)
- «Ich brenne» / «Du bist nicht die erste Liebe» (1976)
- «Help Help» / «First Love» (1976)
- «Johnny» / «Der Strom der Zeit» (1976)
- «Zieh mich aus» / «Lieben und frei sein» (1977)
- «Gentlemen Callers not Allowed» / «Say Yes» (1977)
- «Bend Me, Shape Me» / «The River Sings» (1978)
- «Rasputin» (German Version) / «Laß mich gehen» (1978)
- «We Gotta Get Out of This Place» / «Take The Best of Me» (1979)
- «I Like Some Cool Rock’n Roll» / «Take Your Time» (1980)
- «Go Down Mainstreet» / «Discothek» (1980)
- «Tom Cat» / «The Summerwind» (1980)
- «Cigarillo» / «Friday on My Mind» (1981)